# Барраса, Луис
Луис Эдуардо Барраса (англ. Luis Eduardo Barraza; род. 8 ноября 1996, Лас-Крусес, Нью-Мексико) — американский футболист, вратарь клуба «Ди Си Юнайтед».

## Клубная карьера
Родился в Лас-Крусесе, штат Нью-Мексико. Занимался футболом в академии клуба «Реал Солт-Лейк» в Аризоне. В 2015 году поступил в Университет Маркетт, где выступал за футбольную команду. В выпускном году был назван вратарём года конференции Big East и включён в сборную всех звёзд. Во время обучения параллельно выступал в Лиге два за клубы «Лейн Юнайтед», «Тусон» и «Чикаго Юнайтед».
11 января 2019 года на Супердрафте MLS Барраса был выбран клубом «Нью-Йорк Сити» в первом раунде под общим 12-м номером, а 28 января подписал контракт. Дебютировал 15 декабря 2020 года в четвертьфинале Лиги чемпионов против мексиканского «УАНЛ Тигрес», пропустив 4 мяча. В MLS первый матч провёл 8 июля 2021 года, пропустив два гола от игроков «Клёб де Фут Монреаль». Первый «сухой» матч провёл 22 июля также против канадского клуба. В той встрече отдал передачу на победный гол Исмаэля Таджури-Шради.
31 мая 2021 года на правах аренды перешёл в клуб Чемпионшипа «Окленд Рутс», за который провёл два матча. По возвращении ещё два сезона провёл в качестве резервного вратаря, пока в 2023 году не стал основным голкипером команды.

## Достижения
«Нью-Йорк Сити»
- Кубок Кампеонес: 2022